# Шарп, Уилл
Уильям Томомори Фукуда Шарп (англ. William Tomomori Fukuda Sharpe , род. 22 сентября 1986 года) — английский режиссер, сценарист и актер. Лауреат премии BAFTA TV и номинант на премию BAFTA.

## Биография и карьера
Шарп родился в Лондоне, но до восьмилетнего возраста жил в Токио. У него есть брат — композитор Артур Шарп. Вернувшись в Великобританию, Уилл поступил в элитное учебное заведение для мальчиков Winchester College в Хэмпшире.
В Кембриджском университете Шарп читал много классической литературы и был президентом кембриджского клуба Footlights Revue . Он окончил университет в 2008 году и присоединился к Королевской шекспировской труппе, с которой выступал в течение одного сезона (2008/2009). Уилл играл в таких пьесах, как «Укрощение строптивой», «Венецианский купец» и «Трагедия Томаса Гоббса», в которой ему досталась роль молодого Исаака Ньютона.
В медицинской драме BBC «Катастрофа» в период с 2009 по 2010 год Шарп исполнял роль Юки Рида.
В 2009 году он выступил режиссером и сценаристом (в соавторстве с другом Томом Кингсли) короткометражного фильма «Таракан». Первый полнометражный фильм двух друзей – «Черный пруд» – был показан в кинотеатре Принца Чарльза в Лондоне в ноябре 2011 года. Вскоре, в 2012-м, картина была номинирована на премию BAFTA за выдающийся дебют. В этом же году Уилла можно было увидеть в популярном сериале «Шерлок» (2 сезон, эпизод «Собаки Баскервиля»).
Шарп наиболее известен проектом «Флауэрсы». Он – режиссер и сценарист сериала, а также исполнитель одной из основных ролей. Премьера «Флауэрсов» состоялась в 2016 году на Channel 4. Первая серия получила номинацию на премию BAFTA TV за лучший сценарий. В 2020 году Уилл Шарп получил премию BAFTA TV за лучшую мужскую роль второго плана в сериале «Долг/стыд».
В 2021 году на экраны вышел новый режиссерский проект Шарпа – «Кошачьи миры Луиса Уэйна» с Бенедиктом Камбербэтчем и Клэр Фой в главных ролях. Фильм рассказывает историю английского художника Луиса Уэйна, ставшего известным благодаря своим многочисленным антропоморфным изображениям кошек.